# Metter
Metter és una població dels Estats Units a l'estat de Geòrgia. Segons el cens del 2000 tenia 3.879 habitants.

## Demografia
Segons el cens del 2000, Metter tenia 3.879 habitants, 1.371 habitatges, i 919 famílies. La densitat de població era de 204,6 habitants/km².
Dels 1.371 habitatges en un 31,2% hi vivien nens de menys de 18 anys, en un 44% hi vivien parelles casades, en un 19,5% dones solteres, i en un 32,9% no eren unitats familiars. En el 29,5% dels habitatges hi vivien persones soles el 15,2% de les quals corresponia a persones de 65 anys o més que vivien soles. El nombre mitjà de persones vivint en cada habitatge era de 2,58 i el nombre mitjà de persones que vivien en cada família era de 3,16.
Per edats la població es repartia de la següent manera: un 25,5% tenia menys de 18 anys, un 9,3% entre 18 i 24, un 22,9% entre 25 i 44, un 22,3% de 45 a 60 i un 20,1% 65 anys o més.
L'edat mediana era de 38 anys. Per cada 100 dones de 18 o més anys hi havia 84,2 homes.
La renda mediana per habitatge era de 21.288 $ i la renda mediana per família de 28.073 $. Els homes tenien una renda mediana de 24.935 $ mentre que les dones 18.311 $. La renda per capita de la població era de 14.308 $. Entorn del 26,5% de les famílies i el 33,3% de la població estaven per davall del llindar de pobresa.

## Poblacions més properes
El següent diagrama mostra les poblacions més properes.